# 安都雄足
安都 雄足（あと の おたり）は、奈良時代の官人。官位は正八位上・造東大寺司。

## 人物
「阿刀男足」「阿刀小足」などとも書く。姓は宿禰。最終的な位階は正八位上。安都雄足は『続日本紀』や『日本書紀』などのいわゆる正史には現れない。したがって生没年などの詳しい経歴は不明である。しかし、8世紀の一次文書である『正倉院文書』や『東南院文書』にその名が多く見え、日本古代史研究において着目されてきた人物の一人である。

## 生涯
その生涯はその職務から大きく三期に分けて語られる。以下、それぞれの時期について簡単に述べる。

### 第1期
第1期は、天平19年（747年）6月 - 天平勝宝6年（753年）3月の期間である。この時期、雄足は造東大寺司関係の部署の事務を行っていたことが、残された史料から読み取れる。たとえば、当時小僧都であった良弁の命によって、天平19年3月、天平21年3月などに菩薩像八躯を作成したと思しきメモが残されており、この史料が雄足の足跡を知ることのできる初見史料である。また、「礎を作るべき人の食料」などを請求している文言も見えるため、東大寺の大仏以外の仏像や、大仏殿関係の建造物の一部を作るような組織において事務官をしていたと推測される。当時の位階は少初位下である。

### 第2期
第2期は、天平勝宝6年（754年）閏10月 - 天平宝字2年（758年）正月である。この期間、雄足は史生として越前国に出向き、東大寺の荘園を経営する専当国司として、桑原荘（現在の福井県旧坂井郡金津町、現あわら市）の荘園管理に携わっていた。ここで注目すべきは、東大寺所有の荘園を寺僧ではなく、越前国史生が経営していた点である。これは、造東大寺司から、雄足に命令を下した文書が残されていることから推測できる。8世紀の東大寺などの荘園経営をめぐる分析のためには、欠かすことのできないポイントである。第2期の史料には位階がわかるものがないため、当時の位階は判然としない。

### 第3期
第3期は、天平宝字2年（758年）6月 - 天平宝字8年（764年）正月である。天平宝字2年の正月 - 6月のいずれかの時期に、平城京に帰還した雄足は、多くの仕事を兼務し、大変多忙であったことが、残された多くの史料から判明している。当時の位は正八位上で、史料上はこの位が最高位である。造東大寺司主典に任じられ、多くの「別当」を兼務した。いままでの研究で、造東大寺司写経所・東塔所・造物所・造石山寺所・法華寺造金堂所の5つの別当を勤めていたことが判明している。これらの別当を、必ずしもすべて同時期に兼務していたわけではない。しかし、一番多い時期には4つの別当を兼務していたこともあると考えられており、また、造石山寺所（近江）と造東大寺写経所（平城京内）といった、遠隔地の別当を兼務している様子もうかがわれ、雄足の実務官人としての活躍ぶりが多く見て取れる。『正倉院文書』にも、一番多く彼の名前を見ることができる時期である。雄足の名前を見ることのできる最後の史料は天平宝字8年正月のものであり、これ以降、彼の名前が史料上あらわれることはない。この天平宝字8年正月という時期は、藤原仲麻呂の乱の直前であることから、藤原仲麻呂の没落と共に、造東大寺司主典を更迭されたという見方をされることが多い。これ以降の彼の消息は、一切不明である。

## 歴史的位置付けと評価
彼の歴史的評価は、大きく3つの軸によって示される。一つ目は、藤原仲麻呂との関係、二つ目は彼の「私経済」との関係、そして三つ目は彼の職務の関係である。

### 藤原仲麻呂との関係
彼は、多くの場合、藤原仲麻呂一派であったと考えられている。根拠は、仲麻呂の権力と、造東大寺司の官人の異動をリンクさせて考えると、仲麻呂が権力を増大させていく過程と、雄足の抜擢とが相関関係を持って見えるというものである。また、「大従門（仲麻呂か）」に、貢ぐために必要な物品を買わせる書状が残っている。この書状には「但し他人に知られること莫れ」とも書かれており、他人に知られたくない進物を送る様から、この「大従門」との親密な関係を見てとることができる。そのほかにも仲麻呂に物品を送っている史料がある。また、前述のとおり、天平宝字8年正月という、仲麻呂と孝謙上皇との関係がいよいよのっぴきならない時期に至って、雄足が史料上から姿を消すことからも、彼を「仲麻呂派」と見ることができるであろう。ただし、一方では、天平宝字6年には少なくとも2回は道鏡から直接宣を受けていること、天平宝字8年正月にはいまだ仲麻呂側も人事を行使しているなど、仲麻呂も完全に没落状態ではなかったこと、「大従門」を必ずしも仲麻呂と言い切れるのか、などの点から、雄足を仲麻呂派と見る向きを疑問視する説もある。また、仲麻呂と密接であったとしても、下級官人である雄足に派閥を選ぶ権利はなく、「有能」であったとされる彼を積極的に仲麻呂が利用しただけであり、雄足はあくまでも権力闘争の渦の中で翻弄されただけであるという見方をする研究者もいる。

### 雄足の「私経済」
雄足の史料には、職務に関わること以外の経済活動も多く見られる。雄足は、写経所の白米や、自らの白米を用いて季節ごとの米価の差を利用し、多くの利益をあげていたようである。また、越前国史生であったころには、東大寺の荘園に隣接して自らの田を経営していたことが判明している。そこでは、有力農民を経営にあたらせ、畿内で流通貨幣としても有用に機能しうる舂米を利益として得ていた。また、東大寺田を賃租し、それをさらに他の農民に賃租させるような経済活動も行っていたようである。これらは、文書の形式から、いずれも私的な行動であったとみられる。この経営は、職務としての越前国史生の任を離れてからも継続して行われていた可能性がある。このことから、これらの雄足の経済活動を「私経済」と呼称することが現在は一般的である。この「私経済」という用語の評価にはさまざまな意見があり、必ずしも「私」と言い切れない部分もあるようである。また、特に写経所での米の運用などは、利益をすべて雄足の手元に納めていたわけではない。しかし、律令体制下において、通常の官司の経済活動とは異なるイレギュラーな運用をしていた点は注目に値する。これらの行為は、雄足が特別「有能」であったからなのか、それとも多くの実務下級官人がこのような行為をしていたのかなど、今後の研究が待たれるところである。

### 雄足の「職務」
雄足の職務については、特に第3期を中心に研究が進められてきた。多くの史料が残されているという事情を反映している。中でも彼の「別当」という職務を中心に、研究が進んでおり、活動実態やその性格についても判明してきている。以下、特に判明している部分のいくつかについて述べる。造石山寺所と造東大寺司写経所・法華時金堂所などの物理的に距離が隔たっている官司の別当を兼務していた時期がある。このような、直接口頭での指示が行われない事態の場合には、書状を用いて、それぞれの官司に細かく指示を出していたことが史料に残っている。たとえば、天平宝字2年には、雄足は法華寺にいることが多かったようである。この時期は、光明皇后の病気に伴い、関連仏事を多く行っていた時期でもあり、法華寺金堂所から、多くの経典や仏事関係の道具を持つ造東大寺司写経所への指示が頻繁に行われたと考えられ、多くの書状が残っている。光明の死後も、しばらくは法華寺での仕事が中心であったようで、彼は長く法華寺にいた。その際には「作物の消息を知らせるように」との書状を出しており、法華寺での作業から離れられず、報告を要求する様子が伺われる。このような官司間の指示のやり取りが仔細にわかる事例は、日本古代史研究では稀であろう。
人事の異動関係についても、雄足の「意図」や「権限」について、いくつかの研究が進んでいる。たとえば、彼から送られた書状の多くは案主（写経所の事務官）である、上馬養と下道主に宛てられている。この二人の雄足の信任はずいぶんと厚かったようであり、造石山寺所別当となった際には、この二人を事務官として呼び寄せていた。下道主を造東大寺司から造石山寺所に呼び寄せる際には、一旦は雄足の要求が造東大寺司政所に拒否されたにもかかわらず、結果的には、雄足の要求どおり道主は造石山寺所に勤務している。この点からは、別当としての権限のありようと、雄足自身の権限の強さの両者から見られることが多い。

## 「有能」な官人としての雄足
雄足は、非常に多くの仕事をこなし、かつ、自らの私田の経営をも積極的に行っていた。その行動からは、非常に豊かな「官人」の像が浮かび上がっている。このことから、彼を「まれに見る有能な官人」などと評する向きもある。たしかに、彼は正八位上で造東大寺司主典に任ぜられるほどの人物であった。その抜擢の特異さは特筆に値するであろう。また、下級官人としては極めて珍しいほどの研究があることも事実である。しかし、一方で、この雄足の活動が、下級官人としては極めて特異なものであったのかについては、なお検討の余地があるといえる。雄足がその経歴・経済活動・その職務において特別なのであれば、より「平凡」な官人たちはどのような活動をしていたのかが今後の検討課題となるし、雄足の活動は多くの他の官人たちも行いうるものであったのならば、雄足の研究はまさに下級官人の実態に直接迫る研究となりうる。雄足の「特異性」を強調することは、官人の実態をどのように理解するかに関わってくるであろう。
奈良時代後期の政変の時代は、同時に「実務派の官人」たちによって支えられた官僚機構の成熟の時代でもあった。雄足はその一端をよく表した人物であるといえる。